# جائزة أفضل لاعب كندي

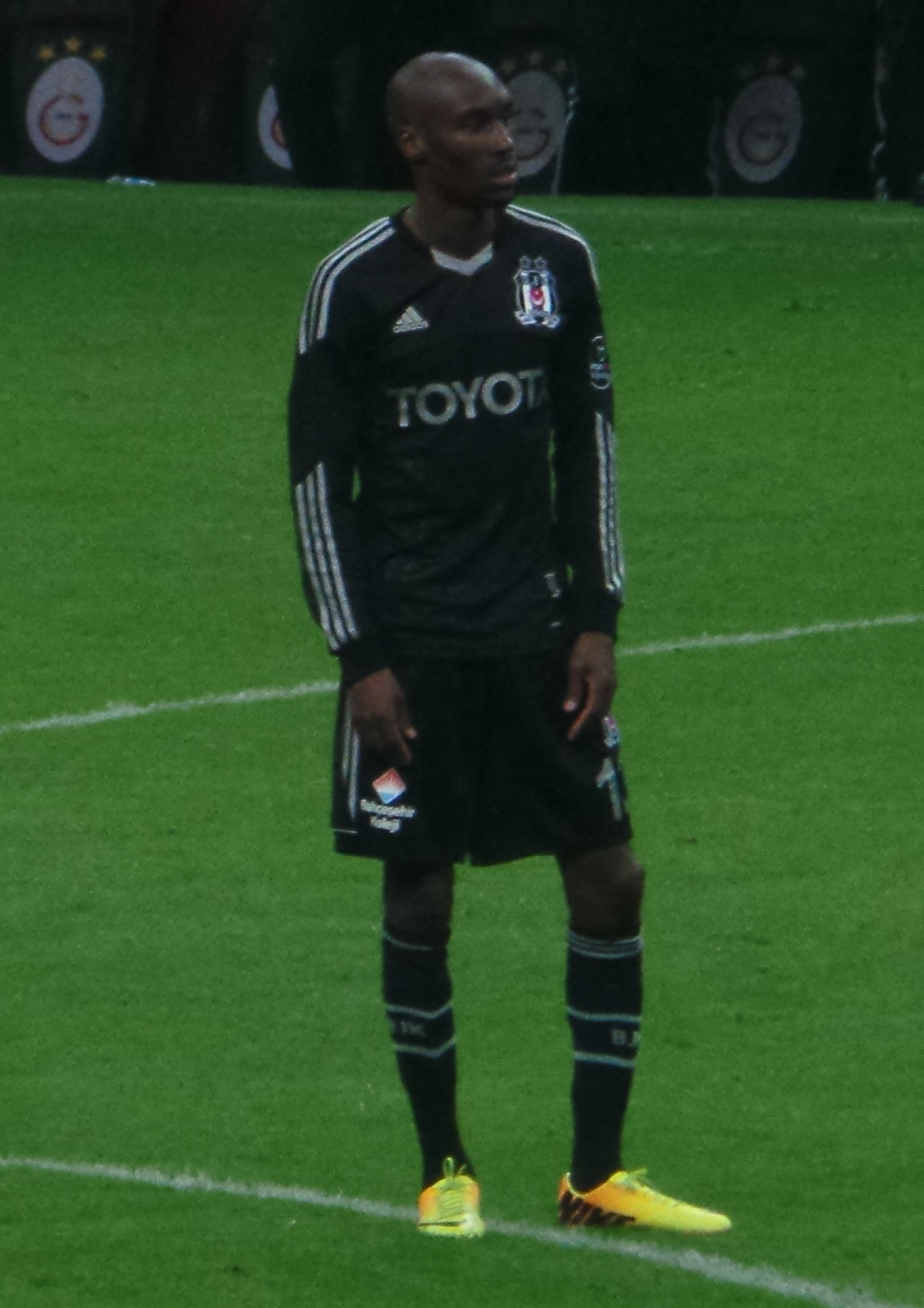

جائزة أفضل لاعب كندي هي جائزة تُمنح لأفضل لاعبي كرة القدم من الذكور والإناث في كندا تقديراً لإنجازاتهم مع كل من منتخباتهم الوطنية ونواديهم. منذ عام 2007، تم إجراء التصويت من قبل المدربين ووسائل الإعلام الكندية.

## قائمة الفائزون
- 2019: جوناثان ديفيد[1] & أشلي لورانس[2]
- 2018: ألفونسو ديفيس & كرستين سينكلير[3]
- 2017: أتيبا هاتشينسون[4] & كاديشا بوكانان[5]
- 2016: أتيبا هاتشينسون & كرستين سينكلير[6]
- 2015: أتيبا هاتشينسون & كاديشا بوكانان[7]
- 2014: أتيبا هاتشينسون & كرستين سينكلير[8]
- 2013: ويل جونسون & كرستين سينكلير[9]
- 2012: أتيبا هاتشينسون[10] & كرستين سينكلير[11]
- 2011: دواين دي روزاريو & كرستين سينكلير[12]
- 2010: أتيبا هاتشينسون & كرستين سينكلير[13]
- 2009: سيمون جاكسون & كرستين سينكلير[14]
- 2008: جوليان دي غوزمان & كرستين سينكلير[15]
- 2007: دواين دي روزاريو & كرستين سينكلير[16]
- 2006: دواين دي روزاريو & كرستين سينكلير[17]
- 2005: دواين دي روزاريو & كرستين سينكلير[18]
- 2004: بول ستالتيري & كرستين سينكلير[9]
- 2003: بات إونستاد & شارمن هووبر[9]
- 2002: جيسون دي فوس & شارمن هووبر[9]
- 2001: بول ستالتيري & أندريا نيل[9]
- 2000: كرايغ فورست & كرستين سينكلير[9]
- 1999: جيم برينان & جيرالدين دونيلي[9]
- 1998: توماش رادزينسكي & سيلفانا بورتيني[12]
- 1997: مارك واتسون & جانين هيلاند[9]
- 1996: بول بوسكيسوليدو & جيرالدين دونيلي[12]
- 1995: أليكس بونبوري & شارمن هووبر[12]
- 1994: كرايغ فورست & شارمن هووبر[12]
- 1993: أليكس بونبوري[12]